# Kenny Baumann
Kenneth Robert Baumann, meglio conosciuto come Kenny Baumann o Ken Baumann (Urbana, 8 agosto 1989), è un attore statunitense.

## Biografia
Nasce a Urbana, nell'Illinois. Inizia a recitare all'età di 11 anni a New York e in Texas. Si trasferisce a Los Angeles all'età di 14 anni e subito si guadagna il ruolo in una serie tv della Fox al fianco di Alan Ruck e Kristen Johnson.
Dal 2008 interpreta Ben Boykewich in La vita segreta di una teenager americana in onda negli Stati Uniti su ABC Family e in Italia sui canali Fox e MTV. In televisione è già apparso nel personaggio di Peter Johnson nell'episodio Heal the Pain di Eli Stone, in Sixty Minute Man, e in The Other Mall. Prima di La vita segreta di una teenager americana, Baumann è stato protagonista di una nota pubblicità americana della compagnia telefonica T-Mobile. Appare anche nella serie televisiva Castle nel ruolo di fidanzato di Alexis Castle.

## Vita privata
È sposato con Aviva Baumann.

## Filmografia

### Televisione
- La vita segreta di una teenager americana (The Secret Life of the American Teenager) – serie TV, 121 episodi (2008-2013)
- Castle – serie TV, episodi 3x04-3x08-3x23 (2010-2011)

## Doppiatori italiani
- Flavio Aquilone in La vita segreta di una teenager americana, Castle